# EmelFM2
emelFM2 - urmașul direct al lui emelFM - este un program (software) navigator de fișiere ce utilizează GTK+ 2 pentru X11 pe sistemele de operare de tip Unix. Interfața utilizatorului este foarte configurabilă. Punctul forte al emelFM2 este flexibilitatea sa.  